# Mareen von Römer
Mareen von Römer (née Apitz le 26 mars 1987 à Dresde) est une ancienne joueuse allemande de volley-ball. Elle mesure 1,83 m et jouait au poste de passeuse. Elle a totalisé 145 sélections en équipe d'Allemagne. Elle a mis un terme à sa carrière de volleyeuse professionnelle en mai 2020.

## Clubs
| Club                  | De        | À         |
| --------------------- | --------- | --------- |
| Dresdner SC           | 1998-1999 | 2004-2005 |
| VC Olympia Berlin     | 2005-2006 | 2005-2006 |
| Dresdner SC           | 2006-2007 | 2013-2014 |
| Racing Club de Cannes | 2014-2015 | 2014-2015 |
| Azəryol VK            | 2015-2016 | 2015-2016 |
| Dresdner SC           | 2016-2017 | 2019-2020 |

## Palmarès

### Équipe nationale
- Championnat d'Europe
  - Finaliste : 2011.
- Ligue européenne
  - Finaliste : 2014.

### Clubs
- Challenge Cup
  - Vainqueur : 2010.
- Championnat d'Allemagne
  - Vainqueur : 2007, 2014.
  - Finaliste : 2008, 2011, 2012, 2013.
- Coupe d'Allemagne
  - Vainqueur : 2010, 2018, 2020.
  - Finaliste : 2007, 2009.
- Coupe de France
  - Finaliste : 2015.
- Championnat de France
  - Vainqueur : 2015.
- Supercoupe d'Allemagne
  - Finaliste : 2016, 2018.

### Distinctions individuelles
- Challenge Cup féminine 2009-2010: Meilleure passeuse.